# 第八頁
《第八頁》（英語：Page Eight），2011年英國電視電影，以英國安全局（軍情五處，MI5）為背景的政治諜報片。

## 主演
- 比爾·奈伊，飾演·強尼沃里克（Johnny Worricker）[3][9]，MI5資深分析員。曾有多位情人。
- 瑞秋·懷茲，飾演南西·比爾潘（Nancy Pierpan），強尼·沃里克的鄰居。
- 邁可·坎邦，飾演班乃德克·拜倫（Benedict Baron），強尼·沃里克的上司兼好友，MI5局長（英语：Director General of MI5）。
- 茱蒂·戴维斯，飾演吉兒·譚卡德（Jill Tankard），M15資深分析員，強尼·沃里克的同事，對強尼頗有微詞。
- 艾文·布莱纳，飾演羅洛·馬佛雷（Rollo Maverley），強尼·沃里克的友人，因故離開M15，轉職記者。
- 湯姆·休斯，飾演拉夫·威爾森（Ralph Wilson），南西·皮爾潘搭訕對象，茱莉安·沃里克的朋友，神出鬼沒。
- 艾麗絲·克里奇，飾演艾瑪·拜倫（Emma Baron）,強尼沃里克的前妻，離婚後改嫁給班乃迪克·拜倫。
- ，飾演茱利安·沃里克（Julianne Worricker），強尼·沃里克的女兒，前衛藝術畫家。[1][2]
- 雷夫·范恩斯，飾演英國首相艾利克·畢斯莱（Alec Beasley）。

## 製作團隊
- 美術設計： 安德烈亞·馬得勝（Andrea Matheson）[1]
- 服裝設計： 朱利安·戴（Julian Day）[2]

## 外部連結
- 互联网电影数据库（IMDb）上《第八頁》的资料（英文）
- 爛番茄上《第八頁》的資料（英文）
- 豆瓣电影上《第八頁》的資料 （简体中文）